# Ylä-Kivetty
Ylä-Kivetty är en sjö i kommunen Äänekoski i landskapet Mellersta Finland i Finland. Den är 10,5 meter djup. Arean är 39 hektar och strandlinjen är 6,57 kilometer lång. Sjön  ingår i Kymmene älvs huvudavrinningsområde.   Den ligger omkring 65 kilometer norr om Jyväskylä och omkring 300 kilometer norr om Helsingfors. 